# Edmond Trudel
(Joseph Jean) Edmond Trudel (* 10. April 1892 in Québec (Stadt); † 13. September 1977 ebenda) war ein kanadischer Dirigent, Pianist und Musikpädagoge.

## Leben
Trudel studierte von 1912 bis 1915 am Pariser Konservatorium Komposition bei Félix Fourdrain und Klavier bei  Alfredo Casella, Joaquim Nin i Castellanos und Lazare Lévy. Außerdem nahm er auch Klavierstunden bei Alfred Cortot. Nach seiner Rückkehr nach Kanada war er Kantor an der Kirche St-Sauveur in Québec.
Von 1921 bis 1928 hielt er sich erneut in Paris auf, wo er Orchesterleitung bei André Caplet und Paul Paray studierte. Danach ließ er sich in Montreal nieder und wirkte als Operettendirigent am St-Denis Theatre. Ab 1929 war er musikalischer Direktor beim Rundfunksender CKAK und produzierte dort bis 1937 die Serien L’Heure provinciale und Syrup Symphonies. Daneben trat er als Dirigent und Pianist bei der CBC auf, gründete Anfang der 1930er Jahre mit Alexander Brott und Jean Belland das Montreal Trio und war von 1935 bis 1938 Dirigent des Montreal Symphony Orchestra.
Zwischen 1943 und 1956 unterrichtete Trudel am Conservatoire de musique du Montreal. Von 1944 bis 1947 und von 1950 bis 1952 war er Präsident der Académie de musique du Québec. Zu seinen Schülern zählten u. a. Monique Fournier, François Morel, Gilles Tremblay und Ronald Turini. Trudel komponierte einige kirchenmusikalische Werke.